# 파리 모터쇼

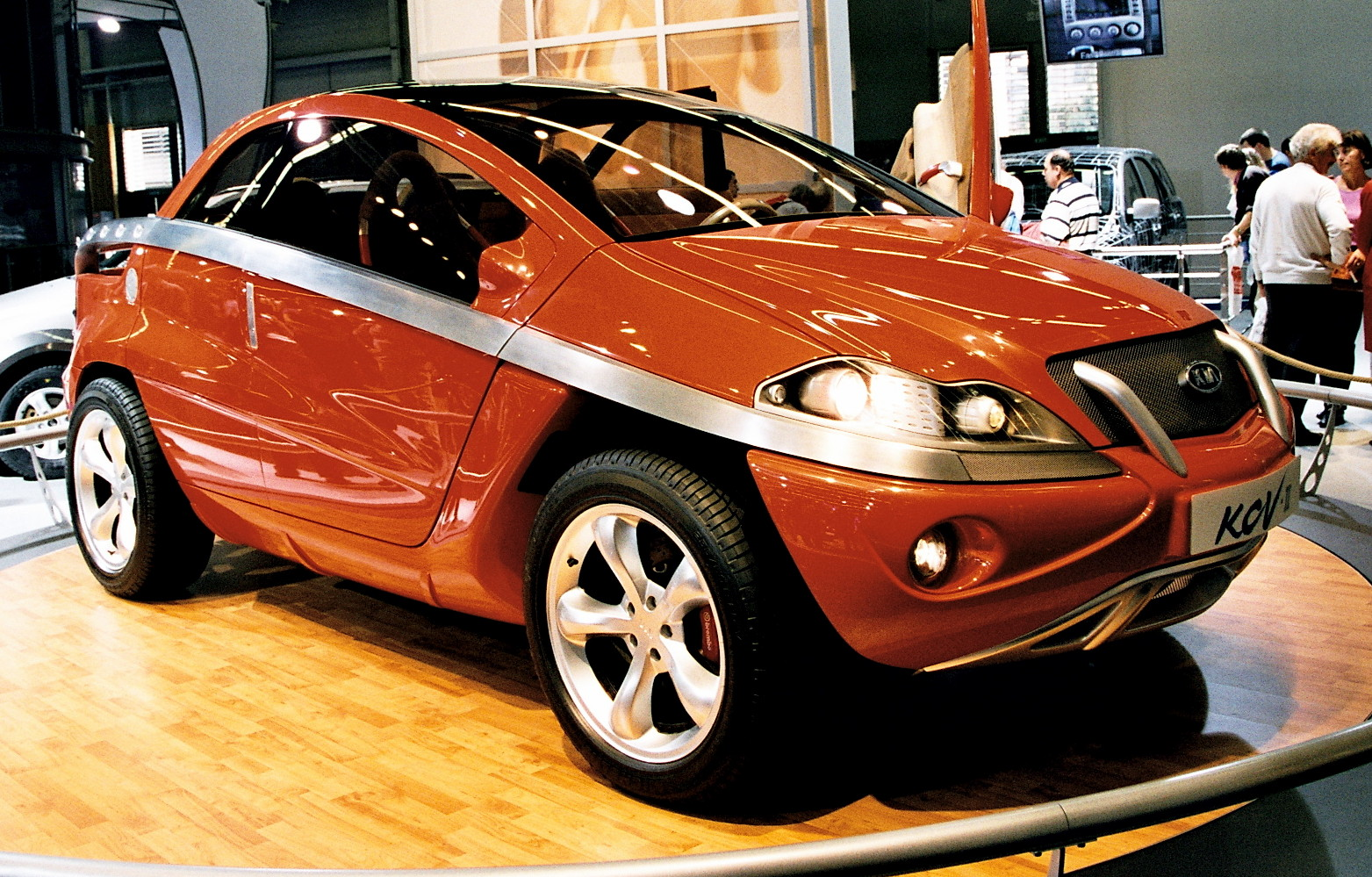
2002년 전시되었던 컨셉 카

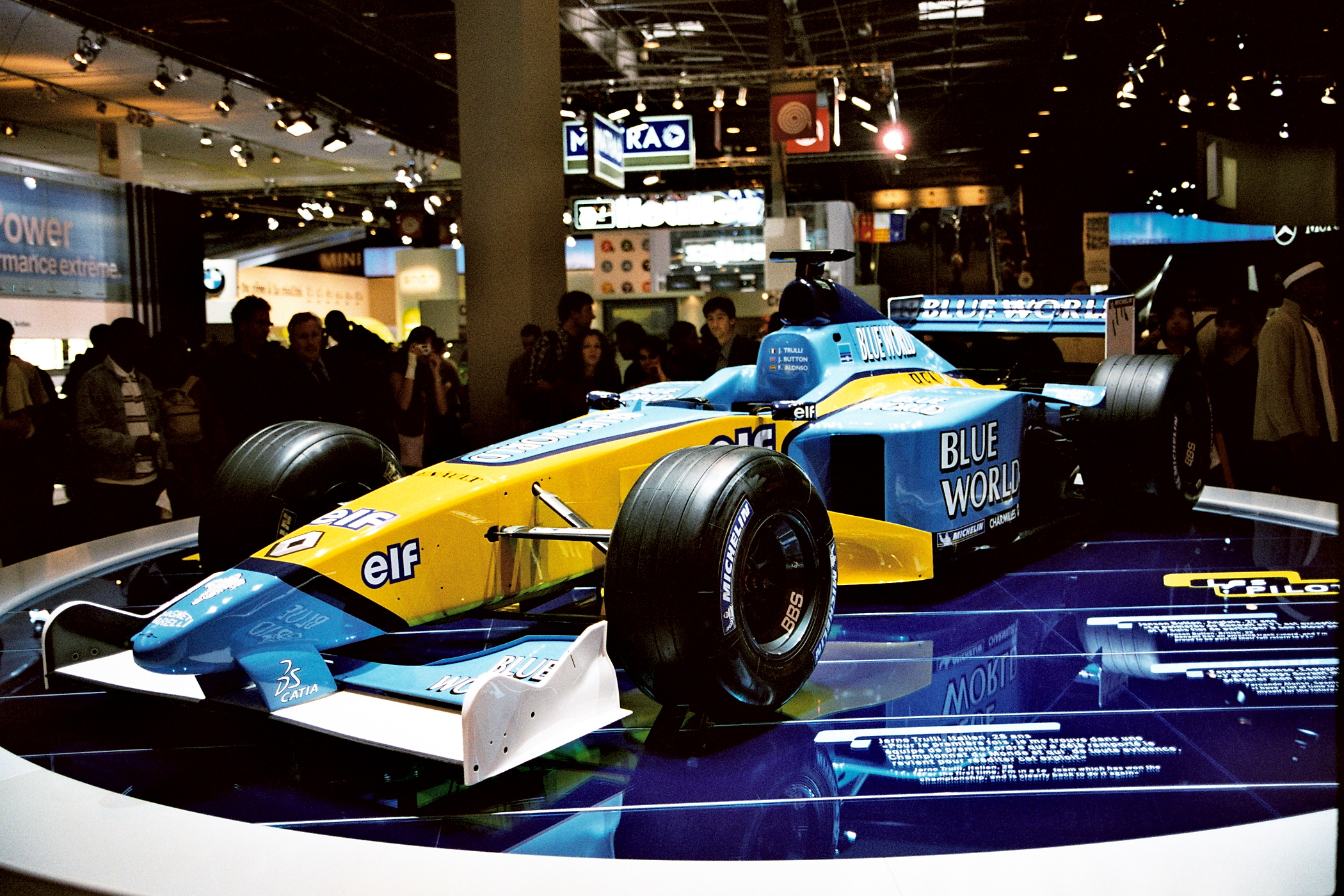
2002년 전시되었던 F1 머신

파리 모터쇼(프랑스어: Mondial de l'automobile de Paris)는 프랑스 파리에서 2년마다 열리는 모터쇼이다. 컨셉 카 데뷰가 이루어지거나 새로운 자동차 모델 발표가 이루어지는 중요한 모터쇼 중 하나이다. 전시장은 파리 엑스포(Paris Expo)이다.
1898년 시작된 세계 최초의 모터쇼이다. 산업계 개척자 알베르트 디 디옹이 시작하였다.

## 역사

### 2008년
2008년 10월 4일부터 19일까지 열린다. 프레스 데이는 10월 2일부터 3일까지이다.

### 2006년
관람객 수는 143만 1893명이었다. 100여 개 국가에서 저널리스트 및 기자만 1만 1072명 이상 왔었다.

### 2004년
관람객 수는 140만 명 이상이었다. 30여 개 국에서 온 500여 개 브랜드가 전시되었다. 60여 종의 신차가 발표되었다.